# Sudoměřice nad Moravou
Sudoměřice nad Moravou – stacja kolejowa w miejscowości Sudoměřice, w kraju południowomorawskim, w Czechach. Znajduje się na wysokości 175 m n.p.m..
Na stacji istnieje możliwości zakupu biletów i rezerwacji miejsc.

## Linie kolejowe
- 343 Hodonín - Veselí nad Moravou - Vrbovce